# 256 Dywizja Piechoty (III Rzesza)
256 Dywizja Piechoty (niem. 256. Infanterie-Division) – niemiecka dywizja z czasów II wojny światowej, sformowana w Dreźnie na mocy rozkazu z 26 sierpnia 1939 roku, w 4. fali mobilizacyjnej w IV i XIII Okręgu Wojskowym.

## Struktura organizacyjna
- Struktura organizacyjna w sierpniu 1939 roku:

456., 476. i 481. pułk piechoty, 256. pułk artylerii, 256. batalion pionierów, 256. oddział rozpoznawczy, 256. oddział przeciwpancerny, 256. oddział łączności, 256. polowy batalion zapasowy;
- Struktura organizacyjna w kwietniu 1943 roku:

456. i 481. pułk grenadierów, 256. pułk artylerii, 256. batalion pionierów, 256. oddział przeciwpancerny, 256. oddział łączności, 256. polowy batalion zapasowy;
- Struktura organizacyjna we wrześniu 1944 roku:

456. i 481. pułk grenadierów, 256. pułk artylerii, 256. batalion pionierów, 256. dywizyjna kompania fizylierów, 256. oddział przeciwpancerny, 256. oddział łączności, 256. polowy batalion zapasowy;

## Dowódcy dywizji
- Generalleutnant Josef Folttmann 26 VIII 1939 – 10 I 1940;
- Generalleutnant Gerhard Kauffmann 10 I 1940 – 4 I 1942;
- Generalleutnant Friedrich Weber 4 I 1942 – 14 II 1942;
- Generalleutnant Paul Dannhauser 14 II 1942 – 24 XI 1943;
- Generalleutnant Albrecht Wüstenhagen 24 XI 1943 – 21 VII 1944;
- Generalmajor Gerhard Franz 17 IX 1944 – III 1945;
- Generalmajor Fritz Warnecke III 1945 – 8 V 1945;